# Voo Azerbaijan Airlines 217
O Voo Azerbaijan Airlines 217 foi um voo regular de passageiros entre Baku, Azerbaijão, a Aktau, Cazaquistão, que caiu no Mar Cáspio às 22:30 em 23 de dezembro de 2005. O voo foi operado por um Antonov An-140.

## Queda
Cerca de cinco minutos após uma partida noturna do aeroporto de Baku, a tripulação relatou uma falha de sistema. Rumo ao Mar Cáspio à noite sem instrumentos de voo dificultou para a tripulação julgar seus parâmetros de voo. Enquanto tentavam retornar a Baku, a aeronave caiu pouco depois na costa do Mar Cáspio, matando todos os passageiros e tripulantes.

## Conclusão
As investigações da Kharkov State Aircraft Manufacturing Company descobriram que três giroscópios independentes não estavam fornecendo informações de desempenho de altitude e direção estabilizadas para a tripulação no início do voo. Após o acidente, a Azerbaijan Airlines aterrou os Antonov An-140 restantes e cancelou quaisquer planos futuros de adquirir mais aeronaves construídas na Ucrânia.